# Dippersdorf (Gemeinde Ziersdorf)
Dippersdorf ist eine Ortschaft und Katastralgemeinde der Marktgemeinde Ziersdorf in Niederösterreich.

## Geographie
Der kleine Ort befindet sich an der Schmida knapp westlich von Ziersdorf und ist nur über Nebenstraßen zu erreichen.

## Geschichte
Dippersdorf wird 1230 erstmals genannt, Funde aus der Bronzezeit verweisen aber auf eine frühere Besiedlungsphase. Der Name kann als das Dorf des Diepolz übersetzt werden. Dippersdorf gehörte ursprünglich zum Passauer Domkapitel, später zum Augustiner-Chorherren-Stift St. Pölten und im 18. Jahrhundert dem Deutschen Ritterorden. Im Jahr 1822 wurde der Ort als Dorf mit 17 Häusern genannt, das nach Rohrbach eingepfarrt war, wohin auch die Kinder eingeschult wurden. Die Herrschaft Wetzdorf besaß die Ortsobrigkeit und besorgte die Konskription. Die Landgerichtsbarkeit wurde von der Herrschaft Grafenegg ausgeübt. Die Untertanen und Grundholde des Ortes gehörten den Herrschaften Wetzdorf, Stockstall, Ravelsbach, Pfarre Weikersdorf, deutsche Ordenscommende und Schönborn. Nach den Reformen 1848/1849 konstituierte sich Dippersdorf 1850 zur selbständigen Gemeinde, war bis 1868 dem Amtsbezirk Ravelsbach zugeteilt und danach dem Bezirk Hollabrunn. Laut Adressbuch von Österreich waren im Jahr 1938 in der Ortsgemeinde Dippersdorf ein Gastwirt und einige Landwirte mit Direktvertrieb ansässig. 1969 erfolgte der Zusammenschluss zur Großgemeinde Ziersdorf.

## Dippersdorfer Bründl
Das nordwestlich des Ortes liegende Dippersdorfer Bründl ist eine kleine, mit einer Marienstatue geschmückte Quelle. Das Quellwasser ergießt sich in einen eingefassten Teich, der von einem kleinen Wäldchen umgeben ist.